# Jungle
Jungle ist ein Stil der elektronischen Musik, der sich durch schnelle gebrochene Rhythmen, sogenannte Breakbeats, auszeichnet.
Der Stil entstand unter starken Einflüssen der Tradition von Raggamuffin und Dancehall aus dem britischen Hardcore. Jungle gilt als Vorläufer des stark von synthetischer Klangfarbe, Techno-Einflüssen und Rhythmen (Breakbeat) geprägten Musikstils Drum and Bass. In den 2010ern entstand das Genre Jungle-Terror, für das Jungle jedoch keinen direkten Einfluss darstellt.

## Bezeichnung
Im Stadtteil Tivoli Gardens von Kingston/Jamaika, von den Einheimischen auch Jungle genannt, waren die Junglists (auch TGs genannt) die dominierende Gang und Kingston-weit gefürchtet. In den Live-Mitschnitten von Soundsystem-Tapes aus Jamaika aus den 1980er-Jahren kann man hören, wie die Deejays und MCs zwischen den Liedern die lokalen Gangs hochleben lassen, etwa „Maximum respect to all the junglists!“ oder „Big up all junglists!“. Diese Tapes kursierten Anfang der 1990er-Jahre auch in England, die Big-ups wurden gesampelt und in eigenen Produktionen verwendet. Da der Begriff Jungle auch unabhängig von der eigentlichen Herkunft gut klingt, blieb die Bezeichnung hängen.
In England wird die Bezeichnung Jungle bis heute gleichbedeutend mit Drum and Bass verwendet. Dies rührt in erster Linie vom großen damaligen Erfolg des Jungle her. Zudem galt Drum and Bass, der sich schnell zum eigenen Genre emanzipierte, anfangs als reiner Unterstil des Jungle. Der Ur-Jungle der Produzenten karibischer Herkunft wird deshalb zur Abgrenzung oft als Ragga Jungle bezeichnet.

## Stilistik
Jungle besteht aus elektronisch beschleunigten, gepitchten und/oder zerhackten Beats. Vor allem die Breaks alter Funk-Stücke wurden dazu eingesetzt. Besonders beliebt ist dabei der so genannte Amen Break. Ein weiteres gern benutztes Break ist das des Stückes „Apache“ der Michael Viner’s Incredible Bongo Band. Als Kontrast zu den schnellen, synkopierten Beats wird meist eine halb so schnelle, also in Half Time gespielte Bassline eingesetzt. Im Vergleich zum heutigen Drum and Bass hatten die Breakbeats einen metallisch scheppernden, sich scheinbar überschlagenden Klang.
Jungletracks sind allgemein in einem Tempo von rund 170 BPM gehalten. Diese Geschwindigkeit ist so gewählt, dass das menschliche Gehör bereits stark versucht ist, die schweren Zählzeiten in halbierter Geschwindigkeit zu hören. Dieser Kontrast wird durch schnelle Drums und die langsame Bassline noch weiter hervorgehoben und macht einen Gutteil des Reizes dieser Stilrichtung aus. Derselbe Effekt kommt auch im Drum and Bass zum Tragen, der allerdings, der ständigen Beschleunigung der modernen Tanzmusik angepasst, noch um einiges schneller gespielt wird. Die meisten der in der ersten Hälfte der 1990er entstandenen Jungletracks wurden von einem toastenden MC begleitet. Auch in den Texten waren die Anknüpfungspunkte zu Jamaikas Raggamuffin sehr stark.

## Entwicklung
Bob Marley führte bei seinen Konzerttouren (insbesondere 1979) Elemente des späteren Jungle- und Drum-and-Bass-Stil ein; beispielsweise die instrumentalen Mittelteile der Lieder "The Heathen" (z. B. in Toronto 1979) und "Exodus" (z. B. in Oakland 1979) beinhalteten laufend eingespielte elektronische Klangverzerrungen, während Aston Barrett die wabernde Basslinie lieferte und Carlton Barrett an den Drums im Rockers-Stil mit breakbeat-ähnlichen Improvisationen spielte.
Jungle wurde in der ersten Hälfte der 1990er-Jahre in England von Musikern karibischer Herkunft entwickelt und produziert. Dort erreichte er eine derartige Popularität, dass zeitweise mehrere Jungletracks gleichzeitig in den britischen Charts vertreten waren. Viele der ersten Jungletunes wurden mit primitivsten Mitteln produziert, so zum Beispiel Some Justice von Aphrodite und
Micky Finn, der auf zwei Amiga 500 mit Hilfe eines Trackers produziert wurde.
Simultan mit dem Erfolg des Ur-Jungles hatten Produzenten den Jungle bereits stilistisch weiterentwickelt. Die Musik wurde minimalistischer, insbesondere die Ragga-Elemente verschwanden fast vollständig. Darkside, ein Subgenre des Jungle, setzte beispielsweise auf eine sehr düstere Atmosphäre. 1993 produzierte Goldie den Track Terminator. Er gilt als Blaupause eines neuen Stils, der Mitte der 1990er-Jahre Jungle ablösen sollte: Drum and Bass.

## Stiltypische Tracks
- M Beat feat. General Levy – Incredible
- UK Apache & Shy FX – Original Nuttah
- Aphrodite & Mickey Finn – Some Justice
- Marvellous Cain – The Hitman
- Deep Blue – The Helicopter Tune
- DJ Zinc – Super Sharp Shooter
- Renegade – Terrorist
- Ascend & Ultravibe – Dread Bass
- LTJ Bukem – Demon's Theme
- Q Project – Champion Sound
- Johnny Jungle – Johnny
- Rufige Kru – Dark Rider
- Prizna feat Demolition Man – Fire
- Firefox & Fourtree – Warning
- The Dream Team – Stamina
- DJ Nut Nut feat. Topcat & Frankie Paul – Special Dedication
- Uncle 22 – 6 Million Ways To Die
- Stevie Hyper D – Junglist Soldier
- Sub Focus – Last Jungle

## Wichtige Vertreter
DJs:
- Shy FX
- Aphrodite
- Nicky Blackmarket
- Goldie
- LTJ Bukem
- Omni Trio
- DJ SS
- Alex Reece
- DJ Zinc
- DJ Hype
- Roni Size
- Dillinja
- Grooverider
- 4hero
- Ed Rush
- Andy C
- Conquering Lion

## Wichtige Labels
- Metalheadz
- Moving Shadow
- V Recordings
- Ram Records